# Verbandsgemeinde Beetzendorf-Diesdorf
Die Verbandsgemeinde Beetzendorf-Diesdorf wurde im Zuge der Gemeindegebietsreform im Altmarkkreis Salzwedel in Sachsen-Anhalt am 1. Januar 2010 gebildet. Sie ging aus der Verwaltungsgemeinschaft Beetzendorf-Diesdorf hervor.

## Geschichte
In den acht Gemeinden leben 14029 Menschen (Stand 1. Januar 2010) auf 519 km². Weil Mitgliedsgemeinden einer Verbandsgemeinde mindestens 1000 Einwohner haben müssen und eine Verbandsgemeinde höchstens acht Mitgliedsgemeinden haben darf, wurden bereits im Vorfeld folgende Veränderungen durchgeführt:
- Am 1. Januar 2009:
  - Zusammenschluss der Gemeinden Bonese, Dähre und Lagendorf zur neuen Gemeinde Dähre
  - Zusammenschluss der Gemeinden Ahlum, Bierstedt und Rohrberg zur neuen Gemeinde Rohrberg
  - Eingemeindung der Gemeinden Bandau, Jeeben, Hohentramm, Mellin und Tangeln in die Gemeinde Beetzendorf
- Am 1. Juli 2009:
  - Zusammenschluss der Gemeinden Ellenberg, Gieseritz und Wallstawe (aus der VG Salzwedel-Land) zur neuen Gemeinde Wallstawe
  - Zusammenschluss der Gemeinden Altensalzwedel (aus der VG Salzwedel-Land) und Winterfeld sowie des Fleckens Apenburg zum neuen Flecken Apenburg-Winterfeld
- Am 1. Januar 2010:
  - Zusammenschluss der Gemeinden Bornsen, Hanum, Jübar, Lüdelsen und Nettgau zur neuen Gemeinde Jübar
  - Eingemeindung der Gemeinde Neuekrug in den Flecken Diesdorf

Die Gemeinde Mehmke, die Teil der Verwaltungsgemeinschaft jedoch nicht der Verbandsgemeinde war, wurde von der Verbandsgemeinde verwaltet. Am 1. September 2010 wurde Mehmke per Gesetz in den Flecken Diesdorf eingemeindet.

## Wappen
Gemäß §15 Abs. 1 des Kommunalverfassungsgesetzes des Landes Sachsen-Anhalt (KVG LSA) wurde der Verbandsgemeinde am 16. Mai 2019 die Genehmigung zur Führung eines Wappens erteilt.
Blasonierung: „In Rot mit von einem silbernen Wellenstab gesäumter rechter grüner Wellenflanke eine natürlich gefügte silberne Feldsteinkirche mit schindelbedachten Kirchenschiff und drei schwarzen Rundbogenfenstern, hinten der spitzbedachte und beknaufte Kirchturm mit Kreuz, zwei Rundbogen- und zwei gemeinen schwarzen Fenstern (2:1:1) und schwarzem Rundbügenportal; die Flanke belegt mit goldener Ähre mit Grannen und zwei Halmblättern; im erhöhten silbernen Schildfuß ein rotes Großsteingrab. Die Hauptfarben des Wappens sind - abgeleitet vom Hauptwappenmotiv und der Schildfarbe - Silber (Weiß)/Rot.“

## Mitgliedsgemeinden
Die Verbandsgemeinde besteht aus acht Mitgliedsgemeinden. Damit hat sie die höchstmögliche Anzahl von Mitgliedsgemeinden.
- Flecken Apenburg-Winterfeld
- Beetzendorf
- Dähre
- Flecken Diesdorf
- Jübar
- Kuhfelde
- Rohrberg
- Wallstawe

## Religionen
Die Volkszählung in der Europäischen Union 2011 zeigte, dass von den 14064 Einwohnern der Verbandsgemeinde Beetzendorf-Diesdorf rund 37 % der evangelischen und rund 3 % der katholischen Kirche angehörten.